# Nazionale maschile di hockey su ghiaccio della Mongolia
La nazionale di hockey su ghiaccio della Mongolia (Монголын хоккейн үндэсний шигшээ баг) è controllato dalla Federazione di hockey su ghiaccio della Mongolia. Ha fatto il suo esordio internazionale ai mondiali 2007 di III divisione (il gradino più basso della competizione), perdendo tutti e quattro gli incontri disputati. In precedenza aveva disputato due edizioni (1998 e 2003) dei Giochi Asiatici Invernali.
Nel world ranking della IIHF 2007 occupa il 46º ed ultimo posto, mentre nel 2008 è arrivata 45ª.
Nel 2009 avrebbe dovuto partecipare ai suoi terzi mondiali di III divisione. Regolarmente iscritta, la squadra tuttavia non ottenne in tempo il visto dalle autorità neozelandesi. La squadra non fu estromessa del tutto, perché parve che l'autorizzazione potesse arrivare a torneo in corso. Così non avvenne e alla squadra furono assegnate cinque sconfitte a tavolino per 5-0.
Nel 2010 partecipò regolarmente al Campionato del mondo di hockey su ghiaccio di Terza Divisione nel Gruppo B, perdendo però contro tutte le avversarie e giungendo all'ultimo posto del girone.

## Mondiali
| Edizione | Sede           | Piazzamento                                                 |        |
| -------- | -------------- | ----------------------------------------------------------- | ------ |
| 1992     |                | n/d                                                         |        |
| 1993     |                | n/d                                                         |        |
| 1994     |                | n/d                                                         |        |
| 1995     |                | n/d                                                         |        |
| 1996     |                | n/d                                                         |        |
| 1997     |                | n/d                                                         |        |
| 1998     |                | n/d                                                         |        |
| 1999     |                | n/d                                                         |        |
| 2000     |                | n/d                                                         |        |
| 2001     |                | n/d                                                         |        |
| 2002     |                | n/d                                                         |        |
| 2003     |                | n/d                                                         |        |
| 2004     |                | n/d                                                         |        |
| 2005     |                | n/d                                                         |        |
| 2006     |                | n/d                                                         |        |
| 2007     | Dundalk        | 44º posto (5º posto nella III divisione)                    | roster |
| 2008     | Lussemburgo    | 46º posto (6º posto nella III divisione)                    | roster |
| 2009     | Dunedin        | 46º posto (6º posto nella III divisione)                    | roster |
| 2010     | Erevan         | 48º posto (4º posto nella III divisione - Gruppo B)         | roster |
| 2011     | Città del Capo | 46º posto (6º posto nella III divisione)                    | roster |
| 2012     | Erzurum        | 46º posto (6º posto nella III divisione)                    | roster |
| 2013     | Abu Dhabi      | 47º posto (3º posto alle qualificazioni alla III divisione) | roster |
| 2014     |                | n/d                                                         |        |
| 2015     |                | n/d                                                         |        |
| 2016     |                | n/d                                                         |        |
| 2017     |                | n/d                                                         |        |
| 2018     |                | n/d                                                         |        |
| 2019     |                | n/d                                                         |        |
| 2020     |                | Competizioni annullate a causa della pandemia di COVID-19   |        |
| 2021     |                | Competizioni annullate a causa della pandemia di COVID-19   |        |

## Olimpiadi
| Edizione | Sede                   | Piazzamento |  |
| -------- | ---------------------- | ----------- |  |
| 1920     | Anversa                | n/d         |  |
| 1924     | Chamonix               | n/d         |  |
| 1928     | Sankt Moritz           | n/d         |  |
| 1932     | Lake Placid            | n/d         |  |
| 1936     | Garmisch-Partenkirchen | n/d         |  |
| 1948     | Sankt Moritz           | n/d         |  |
| 1952     | Oslo                   | n/d         |  |
| 1956     | Cortina d'Ampezzo      | n/d         |  |
| 1960     | Squaw Valley           | n/d         |  |
| 1964     | Innsbruck              | n/d         |  |
| 1968     | Grenoble               | n/d         |  |
| 1972     | Sapporo                | n/d         |  |
| 1976     | Innsbruck              | n/d         |  |
| 1980     | Lake Placid            | n/d         |  |
| 1984     | Sarajevo               | n/d         |  |
| 1988     | Calgary                | n/d         |  |
| 1992     | Albertville            | n/d         |  |
| 1994     | Lillehammer            | n/d         |  |
| 1998     | Nagano                 | n/d         |  |
| 2002     | Salt Lake City         | n/d         |  |
| 2006     | Torino                 | n/d         |  |
| 2010     | Vancouver              | n/d         |  |
| 2014     | Soči                   | n/d         |  |